# Nobu Tamura
Nobumichi Tamura, souvent raccourci en Nobu Tamura, est un paléoartiste et physicien américano-japonais né français qui vit actuellement en Californie, aux États-Unis.

## Biographie

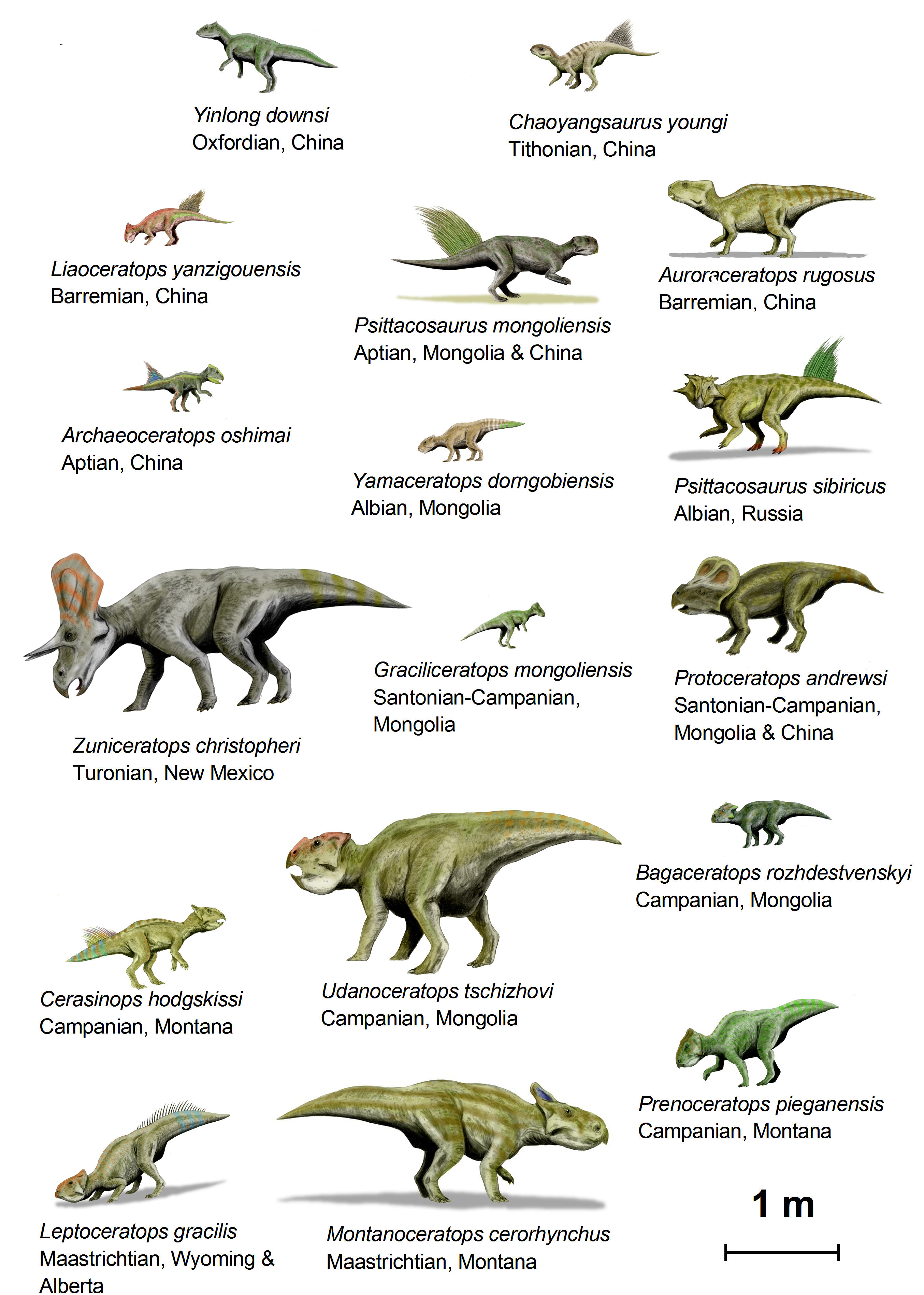
Dessins de différents cératopsiens.

Nobu Tamura est physicien au laboratoire national Lawrence-Berkeley de Berkeley, mais est surtout connu comme paléoartiste de réputation internationale, spécialiste de la reconstitution des animaux disparus.